# 丰特-奥尔梅多
丰特-奥尔梅多，是西班牙卡斯蒂利亚-莱昂巴利亚多利德省的一个市镇。总面积14平方公里，总人口58人（2001年），人口密度4人/平方公里。